# CHEOPS
O CHEOPS (sigla em inglês: CHaracterising ExOPlanets Satellite) é um telescópio espacial europeu para determinar o tamanho dos planetas extrasolares conhecidos, o que permitirá estimar sua massa, densidade, composição e formação. Lançado em 18 de dezembro de 2019, é a primeira missão de classe pequena no programa de ciências Cosmic Vision da ESA. Após a abertura da cobertura do telescópio espacial em 29 de janeiro de 2020, a CHEOPS capturou suas primeiras imagens melhor que o esperado.

## Veículo espacial
O satélite tem dimensões de aproximadamente 1,5 × 1,5 × 1,5 me uma estrutura de base hexagonal. O bus da espaçonave é baseado na plataforma SEOSat.